# Isabella Castillo
Isabella Castillo Díaz (née à La Havane, le 23 décembre 1994) est une actrice, chanteuse, présentatrice et modèle cubano-américaine. Elle s'est fait connaître par son rôle principal de Graciela « Grachi » Alonso dans la série de Nickelodeon Latinoamerica, Grachi. 
Elle a publié plusieurs chansons extraites de la bande originale de Grachi et, le 23 avril 2013, a sorti son premier album solo appelé Soñar no cuesta nada .

## Théâtre
- 2005 : Fantasia en Disney
- 2008 : El diario de Ana Frank - Un canto a la vida : Anne Frank
- 2012 : Grachi - El show en vivo : Graciela "Grachi" Alonso

## Filmographie
- 2010-2011 : El fantasma de Elena : Andrea Girón (117 épisodes)
- 2011-2013 : Grachi : Graciela « Grachi » Alonso (205 épisodes)
- 2014-2015 : Tierra de reyes : Alma Gallardo / Verónica Saldívar
- 2015-2016 : ¿Quién es quién? : Tania Sierra
- 2016 : Franky : Lou
- 2017 : Vikki RPM :Rox
- 2017- : El señor de los cielos : Diana Ahumada
- 2018 : Le Détenu (El recluso)
- 2019 : Club 57
- 2021 : Malverde el santo patrón  : La China Navajas

## Discographie
- 2008 : El diario de Ana Frank - Un canto a la vida
- 2011 : Grachi - La vida es maravillosamente mágica
- 2012 : Grachi - La vida es maravillosamente mágica Volumen 2
- 2013 : Soñar no cuesta nada

## Récompenses et nominations
| Année | Prix                                | Catégorie                                      | Pour                                        | Résultat   |
| ----- | ----------------------------------- | ---------------------------------------------- | ------------------------------------------- | ---------- |
| 2005  | USA World Showcase                  | Chanteur juvénile le plus prometteur           |                                             | Lauréat    |
| 2007  | South Miami Middle Community School | Magnet Oustanding Performance                  |                                             | Lauréat    |
| 2009  | Premio Gran Vía                     | Meilleure révélation dans une comédie musicale | El diario de Ana Frank - Un canto a la vida | Lauréat    |
| 2011  | Kids' Choice Awards México          | Personnage féminine préféré dans une série     | Grachi                                      | Lauréat    |
| 2011  | Kids Choice Awards Argentina        | Révélation TV                                  | Grachi                                      | Nomination |
| 2012  | Kids' Choice Awards                 | Artiste latin favorite                         | Grachi                                      | Lauréat    |
| 2012  | Kids' Choice Awards México          | Actrice préférée                               | Grachi                                      | Nomination |
| 2012  | Kids Choice Awards Argentina        | Actrice préférée                               | Grachi                                      | Lauréat    |
| 2012  | Meus Prêmios Nick Brasil            | Actrice préférée                               | Grachi                                      | Lauréat    |
| 2012  | Meus Prêmios Nick Brasil            | Personnage de la télévision préféré            | Grachi                                      | Lauréat    |
| 2013  | Kids' Choice Awards                 | Artiste latine favorite                        | Grachi                                      | Lauréat    |
| 2013  | Kids' Choice Awards México          | Actrice préférée                               | Grachi                                      | Nomination |
| 2013  | Kids' Choice Awards México          | Soliste latin préféré                          |                                             | Nomination |
| 2013  | Kids Choice Awards Argentina        | Artiste ou groupe latin préféré                |                                             | Lauréat    |
| 2013  | Premios TKM                         | Chanteuse TKM                                  |                                             | Nomination |
| 2013  | Premios TKM                         | Disque TKM                                     | Soñar no cuesta nada                        | Nomination |
| 2013  | Premios TKM                         | Chanson TKM                                    | Esta canción                                | Nomination |